# イングリッド・クリスチャンセン
イングリッド・クリスチャンセン （Ingrid Kristiansen、1956年3月21日 - ）は、ノルウェー・トロンハイム出身の元女子陸上競技（長距離走・マラソン）選手である。

## 経歴
トラック種目で5回の世界記録更新と、マラソンでも世界最高記録の達成を樹立。同国のグレテ・ワイツらと並んで、1980年代を代表する名ランナーであった。
元はクロスカントリースキーの選手として有名であり、1974年のヨーロッパジュニア選手権のチャンピオンである。1980年代に入ってからは、本格的に陸上競技の長距離種目に取り組み始める。結婚・出産を経験していたが第一線で競技を続け、「ママさんランナー」とよく紹介された。1982年の第1回大阪女子マラソン（現・大阪国際女子マラソン）にも出場、6位に入っている。
1984年のロンドンマラソンに2時間24分26秒の好記録で優勝し、同年夏のロサンゼルスオリンピックのメダル候補として注目を浴びる。そのオリンピック本番では、優勝したジョーン・ベノイト（アメリカ合衆国）が早くから抜け出した後、ワイツ、ロザ・モタ（ポルトガル）と2位集団を形成してメダル争いを演じたが、モタとの3位争いに惜しくも敗れ、2時間27分34秒のタイムで4位入賞に留まった。彼女の落胆は大きかったが、宿舎に戻った後幼かったわが子の姿を見たときに「再び走る意欲が生まれた」と述懐している。
これを契機にクリスチャンセンはさらに力を付け、翌年のロンドンマラソンでは2時間21分06秒の世界最高記録を樹立する。この記録はその後1998年、ロッテルダムマラソンでテグラ・ロルーペ（ケニア）が2時間20分47秒の世界最高記録を樹立するまで、13年間破られることはなかった。1986年にはトラックの5000mで14分37秒33、10000mでも30分13秒74の世界記録を樹立し、長距離3種目の記録を独占した。長距離3種目の記録独占は、1993年に10000mで王軍霞（中国）が29分31秒78の世界記録を出すまで、7年間破られることはなかった。、また、5000mもフェルナンダ・リベイロ（ポルトガル）が1995年に14分36秒45の世界記録を出すまで、9年間世界記録を保持していた。
1987年にローマで開催された世界陸上競技選手権では10,000mで優勝。しかし、優勝候補と目された1988年のソウルオリンピックの10,000mは、予選レースでは31分44秒69のトップ記録で通過したが、決勝レースでは直前に痛めた足の怪我が悪化して途中棄権に終わり、オリンピックではついにメダルを獲得することはできなかった。
35歳となった1992年には、大阪国際女子マラソンへ10年ぶりとなる日本の女子マラソン大会に出場。序盤からハイペースで独走するもその後ペースが落ち、中間点過ぎで2位以下に下がるとズルズル後退していき、結局途中棄権に終わる。その後彼女は公式レースに参加していないので、結果的にこの大阪が現役引退レースとなった。

## 自己ベスト
出典：
| 種目           | タイム        | 日時          |
| -------------- | ------------- | ------------- |
| 800m           | 2分09秒7      | 1981年7月5日  |
| 1500m          | 4分16秒64     | 1987年9月19日 |
| 3000m          | 8分34秒10     | 1986年8月13日 |
| 5000m          | 14分37秒33    | 1986年8月5日  |
| 10000m         | 30分13秒74    | 1986年7月5日  |
| ハーフマラソン | 1時間06分40秒 | 1987年4月5日  |
| マラソン       | 2時間21分06秒 | 1985年4月21日 |